# Досије о случају
Досије о случају је посебан, одговарајућим прописима регулисан облик документа који се формира на почетку рада са сваким клијентом. Садржи све информације о клијентовој ситуацији и пруженим услугама које је документовао социјални радник током интервенције. Досијеи су важни извори информација о клијентима, услугама, циљевима, стратегијама интервенције и резултатима. Досијеи се користе за побољшање менаџмента случаја, да оправдају финансирање, супервизију и истраживање.